# Kanon!
Kanon! är ett livealbum med den norska viskvartetten Gitarkameratene. Albumet spelades in i Grieghallen i Bergen 1990 och utgavs som dubbel-CD 2010 av skivbolaget Grappa Musikkforlag A/S.

## Låtlista
CD 1
1. "Mot i brystet" (Trad., arr.: Jan Eggum/Lillebjørn Nilsen/Halvdan Sivertsen/Øystein Sunde) – 0:38
2. "Fotformsko" (Carl Perkins, norsk tekst: Jan Eggum/Lillebjørn Nilsen/Halvdan Sivertsen/Øystein Sunde) – 1:32
3. "Om typisk norsk" (tal: alle) – 5:02
4. "Fisketur i øsende regn" (Lillebjørn Nilsen) – 2:58
5. "Om representanter og onkler" (tal: Øystein Sunde) – 1:33
6. "Ambassanova" (Øystein Sunde) – 3:27
7. "Om et gutteproblem" (tal: Jan Eggum) – 0:48
8. "Kem ska få følge deg hem?" (Jan Eggum) – 3:26
9. "Viser om været" (tal: Halvdan Sivertsen) – 3:22
10. "Nordaførr – vårvisa" (Halvdan Sivertsen) – 3:48
11. "Om et oppskrytt møbel" (tal: Øystein Sunde) – 2:47
12. "Sjømannen og vannsenga" (Øystein Sunde) – 2:52
13. "Eg vil aldri burt meg binda" (Trad.) – 1:46
14. "Tanta til Beate" (Lillebjørn Nilsen) – 3:35
15. "Om baker og brød" (tal: Jan Eggum) – 2:22
16. "Lillebror Per" (Jan Eggum) – 3:50
17. "Om prinsesser og frosker" (tal: Halvdan Sivertsen) – 2:31
18. "Lene" (Halvdan Sivertsen) – 2:49

CD 2
1. "Få idretten inn" (tal: Øystein Sunde) – 3:57
2. "Skal det være noe mer før vi stenger" (Øystein Sunde) – 3:55
3. "Adjø Sabine!" (Lillebjørn Nilsen) – 4:03
4. "Om grensen til allsang" (tal: Sivertsen) – 5:26
5. "Frihet" (Halvdan Sivertsen) – 3:38
6. "Om en liten trøst" (tal: Jan Eggum) – 0:29
7. "Jomfru" (Jan Eggum) – 4:03
8. Om en liten sydlig Olé" (tal: Lillebjørn Nilsen)
9. "Anna på Gran Canaria" (Lillebjørn Nilsen) – 3:07
10. Om tiurleik på Esso-stasjon" (tal: Øystein Sunde) – 1:31
11. "Gammal Amazon" (Øystein Sunde) – 3:09
12. "Om det melankolske" (tal: Jan Eggum) – 0:20
13. "Ryktet forteller" (Lillebjørn Nilsen) – 4:05
14. "Om de gamle sangene" (tal: Lillebjørn Nilsen) – 1:20
15. Potpourri: "Kjekt å ha"/"Førr ei dame"/"En natt forbi"/"Fin frokost"/"Jaktprat"/"Heksedans"/"Bysommer"/"Vippetangen konditori"/"Levende lyd" (Øystein Sunde/Halvdan Sivertsen/Jan Eggum/Lillebjørn Nilsen) – 5:26
16. "Venner" (Halvdan Sivertsen) – 3:28
17. "Se alltid lyst på livet" (Lillebjørn Nilsen) – 3:33
18. "Den aller største noen noensinne hadde sett" (Rodney Dillard/William E. Martin, norsk tekst: Øystein Sunde) – 3:00

- Låtskrivare inom parentes.

## Medverkande
Gitarkameratene
- Lillebjørn Nilsen – sång, gitarr, ukulele, banjo, flageolettflöjt, munspel
- Halvdan Sivertsen – sång, gitarr, basgitarr
- Jan Eggum – sång, gitarr, dragspel
- Øystein Sunde – sång, gitarr, dobro

Produktion
- Øystein Sunde – musikproducent
- Jan Erik Kongshaug – musikproducent, mastering
- Pytten (Eirik Hundvin) – ljudtekniker
- Ellen Ugelstad, Trygve Schønfelder – foto
- Bård Ose – albumnotater
- Jørn Dalchow – omslagsdesign